# Скомиго (Тревизо)
Скомиго је насеље у Италији у округу Тревизо, региону Венето.
Према процени из 2011. у насељу је живело 1222 становника. Насеље се налази на надморској висини од 91 м.